# Bromus lanatipes
Bromus lanatipes là một loài thực vật có hoa trong họ Hòa thảo. Loài này được (Shear) Rydb. mô tả khoa học đầu tiên năm 1906.